# Valeriano (generale bizantino)
Valeriano (Tracia, VI secolo – Brescia, Fine VI secolo / inizio VII secolo) è stato un generale bizantino vissuto all'epoca di Giustiniano.

## Biografia
Nativo della Tracia, aveva un nipote (di zio) di nome Damiano.
Nel 533 partecipò alla guerra vandalica come uno dei comandanti dei Foederati. Dopo la vittoria della guerra, che permise all'Impero di recuperare l'Africa e le isole del Mediterraneo occidentale (esclusa la Sicilia in mano gota) ai Vandali, rimase in Africa, probabilmente come Dux Numidiae. Quando nel 536 l'esercito imperiale africano si ammutinò, il magister militum Africae Salomone incaricò lui e altri ufficiali di tentare di persuadere i rivoltosi di ritornare all'obbedienza, senza risultati. Fu poi richiamato a Costantinopoli nell'estate 536.
Nel dicembre 536 ricevette l'ordine di recarsi in Italia con il generale Martino per portare ingenti rinforzi al generalissimo bizantino Belisario, che si trovava in quel momento a Roma e stava cercando di recuperare l'Italia agli Ostrogoti. Difficoltà contingenti (forse condizioni meteorologiche avverse) ritardarono la partenza fino alla primavera del 537, quando Belisario, messo alle strette dagli Ostrogoti, che avevano stretto d'assedio Roma, fece un appello disperato all'Imperatore per l'invio di rinforzi il più presto possibile. Arrivarono a Roma con i rinforzi promessi venti giorni dopo la riconquista di Porto (forse il 2 aprile) con 1.600 cavalieri tra Unni, Slavi e Anti. Condusse durante l'assedio goto di Roma alcune operazioni di guerriglia contro i Goti. Rimase con Belisario in Italia fino alla caduta di Ravenna (540); quando Belisario fu richiamato a Costantinopoli nell'estate 540, Valeriano lo seguì.
Nel 541 fu nominato magister militum per Armeniam e fu inviato con Belisario contro i Persiani Sasanidi. Si segnalò annientando gran parte dell'esercito unno che Cosroe I, re di Persia, aveva inviato a invadere l'Armenia bizantina come diversivo per tenere impegnati i Bizantini mentre i Persiani occupavano la Lazica. Nel 543 Giustiniano I ordinò a Valeriano e agli altri comandanti imperiali di attaccare la Persia, approfittando della peste; i vari comandanti fallirono però nel coordinarsi e subirono una disfatta ad Anglon; in quell'occasione Valeriano comandava  l'ala destra dell'esercito imperiale.
In seguito alle pressanti richieste di aiuto di Belisario, ritornato in Italia nel 544 ma in difficoltà con la controffensiva dei Goti, ora condotti da re Totila, Giustiniano richiamò Valeriano dall'Armenia e lo inviò in Italia con 1.000 guardie del corpo. Belisario, con i rinforzi ricevuti da Valeriano, tentò di liberare Rossano dall'assedio goto, ma invano.
Dopo il richiamo di Belisario a Costantinopoli (fine 548), Valeriano rimase in Italia, giocando anche un ruolo importante nella vittoria imperiale nella Battaglia di Sena Gallica (551). Quando il nuovo generalissimo Narsete giunse a Ravenna (nel giugno 552) Valeriano lo accolse e lo seguì nelle grandi battaglie campali contro i re goti, comandando (insieme ad altri) l'ala destra dell'esercito nella battaglia di Tagina (in cui venne ucciso Totila). Dopo la battaglia di Tagina, Narsete gli affidò il compito di scortare con suo nipote Damiano i mercenari longobardi fuori dall'Italia assicurandosi che non commettessero atti iniqui durante il tragitto; una volta eseguito il compito, durante il ritorno, tentò di assediare Verona, ma, quando i difensori della città sembravano disposti ad arrendersi, arrivò in loro soccorso un esercito franco, che costrinse Valeriano a levare l'assedio. Narsete gli affidò poi il compito di sorvegliare il Po, per controllare i movimenti degli Ostrogoti, riorganizzatisi sotto Teia; nell'adempiere il suo compito, espugnò Petra Pertusa sulla Via Flaminia. Partecipò probabilmente anche alla Battaglia dei Monti Lattari, in cui venne ucciso l'ultimo re dei Goti, Teia.
Quando l'Italia fu invasa dai Franco-Alamanni, condotti da Butilino e Leutari, Valeriano fu inviato con altri generali a tentare di fermare l'invasione in Emilia, senza però troppo successo. Successivamente comandò l'ala sinistra dell'esercito durante la Battaglia del Volturno in cui contribuì all'annientamento dell'esercito franco-alamanno di Butilino. Probabilmente tornò a Costantinopoli dopo la resa di Conza (555). Infatti nel 556 Valeriano è attestato come magister militum per Orientem in Lazica.
Ritornò poi in Italia. Nel 559 ricevette due epistole da Papa Pelagio I (Ep. 52 e 59) in cui il Papa gli chiese prima di arrestare i vescovi scismatici della Venetia et Histria che avevano rifiutato di accettare la condanna dei Tre Capitoli e di condurli a Costantinopoli (Ep. 52), poi rimproverò Valeriano stesso per come stesse gestendo il problema dei vescovi scismatici (Ep. 59). È possibile che sia lui che Giovanni abbiano contribuito a riconquistare per l'Impero tutta l'Italia settentrionale.
Deceduto a Brescia, fu sepolto nella Chiesa di Faustino ad Sanguinem, odierna Chiesa di Sant'Angela Merici, nel vecchio Cimitero Latino. Gregorio Magno riporta inoltre la leggenda del rifiuto del corpo di Valeriano da parte del fantasma del santo. Pare infatti che lo stesso Faustino martire fosse apparso ad un contadino in preghiera nella chiesa per chiedere il trasferimento della salma di Valeriano. La vita dissoluta e peccaminosa di quest'ultimo mal si addiceva ad un luogo sacro. Se la richiesta non fosse stata soddisfatta l'allora vescovo sarebbe deceduto entro trenta giorni. Il contadino però non fece quanto richiesto perché troppo turbato di avvertire il vescovo; nemmeno dopo la seconda apparizione del santo. Quindi, stando al racconto, il vescovo morì entro quel breve lasso di tempo. Le spoglie mortali del generale andarono perse negli ossari della cripta durante i continui rifacimenti della struttura nei secoli. 